# Zélie Lardé
Zélie Lardé Arthés (11 de agosto de 1901 - 27 de octubre de 1974) fue una pintora salvadoreña. Se considera la primera pintora de tendencia primitivista de El Salvador. Contrajo matrimonio con el artista Salvador Salazar Arrué en 1923, con quien procreó tres hijas: Olga Teresa, María Teresa (también conocida como «Maya» Salarrué) y Aída Estela. Fue también hermana del científico y arqueólogo Jorge Lardé y Arthés, la poetisa Alice Lardé de Venturino y el padre de la física Alicia Lardé López-Harrison, suegro del matemático John Forbes Nash.
De formación autodidacta, fue precursora de los pintores que se apropiaron del arte popular en la década de los años 1970 en El Salvador. Para la crítica de arte Astrid Bahamón: 

Su trazo expresionista de línea gruesa y colores puros representa escenas coloridas de la vida cotidiana, de la infancia de los sectores campesinos y marginales de la sociedad mestiza salvadoreña. Evoca mucho la infancia y el papel de la madre con un candor y una ternura tan explícitos y consecuentes con la forma que los envuelve que pareciera tener la intención de ilustrar el encantado mundo de barro y cipotes (niños) de los cuentos de Salarrué.

Las creaciones más reconocidas de Lardé son las ilustraciones de la primera edición del libro Cuentos de cipotes de Salazar Arrué en 1961.